# Ryan Bailey (Leichtathlet)
Ryan Bailey (* 13. April 1989 in Portland, Oregon) ist ein US-amerikanischer Sprinter. Seine persönliche Bestleistung von 9,88 s macht ihn zum siebtschnellsten 100-Meter-Läufer der USA.

## Leben und Karriere
Bailey machte erstmals 2007 auf sich aufmerksam, als er die Oregon State Championships über 100 und 200 Meter gewann und kurz darauf über die 200-Meter-Distanz als Zweiter bei den Nike Outdoor Championships ins Ziel kam. Nach seinem Abschluss an der McKay High School in Portland begann er mit John Parks in Salem zu trainieren. 2008 konnte er sich weiter verbessern, stellte mit 10,28 s eine neue Bestleistung über 100 Meter auf und die 200 Meter lief er erstmals unter 21 Sekunden.
2009 fing er an Leichtathletik als Profi zu betreiben und unterzeichnete einen Vertrag mit dem Ausrüster Nike. Am 22. Mai verbesserte er erneut seine Bestleistung auf 10,05 s. Am 7. Juni nahm er erstmals an einem Diamond-League-Meeting teil und wurde mit 10,18 s Neunter. Ein Jahr später nahm er über die 100 Meter an den Wettkämpfen in Gateshead und New York teil und landete über 200 Meter bei Diamond League Meetings insgesamt viermal unter den besten Vier. Bei der Weltklasse Zürich am 19. August wurde er mit 20,10 s hinter Wallace Spearmon und Yohan Blake Dritter. In Rieti stellte er mit 9,88 s eine neue persönliche Bestleistung auf. Im Oktober 2011 zog Bailey nach Los Angeles um und begann mit dem bekannten Trainer John Smith zu trainieren.
Bei den US-Trials 2012 qualifizierte er sich mit 9,93 s als Dritter für die Olympischen Spiele in London, wobei er sich gegen namhafte Konkurrenz wie Trell Kimmons und Walter Dix durchsetzte. Dort schaffte er es ins Finale und verpasste als Fünfter einen Podestplatz: Mit 9,88 s war er hinter Justin Gatlin und Tyson Gay der drittschnellste US-Amerikaner. Zusammen mit Trell Kimmons, Gay und Gatlin gewann er mit neuem Nationalrekord von 37,04 s hinter Jamaika die Silbermedaille im Staffelwettbewerb. Aufgrund einer positiven Dopingprobe von Tyson Gay wurde der Staffel im Mai 2015 die Silbermedaille wieder aberkannt. Am 17. August gewann er mit 9,93 s sein erstes Diamond-League-Meeting: Bei der DN Galan in Stockholm kam er vor Nesta Carter und Michael Frater ins Ziel.
Die Saison 2013 war von Verletzungen geprägt. Er bestritt nur wenige Wettkämpfe, verpasste unter anderem die US-Meisterschaften und damit eine mögliche Qualifikation für die Weltmeisterschaften in Moskau. Seine Saisonbestleistung von 10,10 s stellte er am 8. September in Rieti auf, einen 200-Meter-Lauf bestritt er im ganzen Jahr nicht.
Am 10. Januar 2017 wurde bei Bailey eine positive Dopingprobe mit der verbotenen Substanz Dimethylbutylamin nachgewiesen und daraufhin im am 2. Dezember für zwei Jahre gesperrt.

## Statistiken

### Persönliche Bestleistungen
| Disziplin | Zeit (s) | Ort              | Datum            |
| --------- | -------- | ---------------- | ---------------- |
| 60 m      | 6,58     | Albuquerque, USA | 27. Februar 2010 |
| 100 m     | 9,88     | Rieti, Italien   | 29. August 2010  |
| 200 m     | 20,10    | Zürich, Schweiz  | 19. August 2010  |

### Windlegale Läufe unter 10 Sekunden
Anmerkungen: Zeitangaben in Sekunden (s), Winddaten in Meter pro Sekunde (m/s)
| Zeit (s) | Wind (m/s) | Datum         | Ort       |
| -------- | ---------- | ------------- | --------- |
| 9,88     | 0,9        | 29. Aug. 2010 | Rieti     |
| 9,88     | 1,5        | 5. Aug. 2012  | London    |
| 9,88     | 1,5        | 4. Aug. 2012  | London    |
| 9,93     | 0,7        | 17. Aug. 2012 | Stockholm |
| 9,93     | 1,8        | 24. Juni 2012 | Eugene    |
| 9,95     | 1,1        | 29. Aug. 2010 | Rieti     |
| 9,96     | 1,0        | 5. Aug. 2012  | London    |